# 1975年11月3日バングラデシュ・クーデター
1975年11月3日バングラデシュ・クーデター (3 November 1975 Bangladesh coup d'état) は、シェイク・ムジブル・ラフマンを暗殺した勢力を、権力の座から排除しようと、カレド・モシャラフ准将が主導した軍事クーデター。

## 背景
バングラデシュの大統領だったシェイク・ムジブル・ラフマンは、1975年8月15日のクーデターの際にサイド・ファルク・ラフマン少佐に率いられたバングラデシュ陸軍の不満分子の士官たちによって暗殺された。シェイク・ムジブル・ラフマンは、1971年のバングラデシュ独立戦争を通してバングラデシュの指導者であった。彼は、初代のバングラデシュ大統領であり、バングラデシュの亡命政権であったムジブナガル政権の指導者であった。1974年バングラデシュ飢饉の後、彼は特殊治安部隊ラッキ・バヒニを結成し、一党独裁体制バングラデシュ・クリシャク・スラミク・アワミ連盟 (BAKSAL) を打ち立てた。カンデカル・モシュタク・アフマドは、シェイク・ムジブル・ラフマンの下で商務大臣を務めていた。彼は、シェイク・ムジブル・ラフマンの暗殺後、クーデターに加担した陸軍士官たちの支持を得て、自らが大統領となると宣言した。
カレド・モシャラフ准将はパキスタン軍のベンガル人士官であった。バングラデシュ独立戦争が始まると、彼はムクティ・バヒニに加わった。彼は方面司令官となった。彼はムジブナガル政権から、ムクティ・バヒニのセクター2方面の司令官に任命された。戦争中、頭部に銃弾を受ける負傷をしたが生き延び、インドのラクナウで手術を受けた。バングラデシュが独立国家となった後、独立戦争中に果たした役割に対して、バングラデシュ政府からビル・ウトム勲章を授与された。1975年当時、彼はバングラデシュ軍の幕僚総長 (the Chief of general staff of Bangladesh army) であった。

## 事件
シェイク・ムジブル・ラフマンの暗殺後、暗殺者たちは、カンデカル・モシュタク・アフマドを首班とする自分たちの政権の拠点を大統領官邸バンガババンに置いていた。1975年11月3日、カレド・モシャラフ准将は、暗殺者たちを権力から排除し、カンデカル・モシュタク・アフマドを大統領の座から引きずり下ろすべく、クーデターを敢行した。カレド・モシャラフは、ダッカを拠点とする第46独立歩兵旅団を指揮するシャファート・ジャミル大佐の支持を得ていた。彼らは、階級の低い反乱者たちが大統領官邸から次々と命令を発する事態を、陸軍の軍律を乱す危機的状況を懸念していた。カレド・モシャラフと陸軍幕僚だったジアウル・ラフマンは、いつ、反乱者たちを権力から排除すべきかをめぐって、意見が相違していた。カレドはできるだけ早い時期を望んでいたが、ジア（ジアウル）は重火器が大統領官邸から撤去されるまで待つべきだと望んだ。大統領官邸を占拠する反乱側に対して、彼は空軍のヘリコプターを動員して威嚇した。
軍事的衝突の危機が迫る中、空軍幕僚長のムハマド・グラム・タワブは、反乱者たちが権力と大統領官邸を手放して脱出できるよう、交渉の余地があると説得することに成功した。ムハマド・グラム・タワブがその地位に就いたのは、シェイク・ムジブル・ラフマンの暗殺後、反乱者たちの指名によってであった。反乱者たちは、タイへの安全な脱出を条件として合意した。11月3日、反乱者たちは国外脱出する前に、獄中にあったアワミ連盟の4人の指導者たちを殺害した。殺されたのは、元副大統領で大統領代行も務めたサイド・ナズルル・イスラム、タジュディン・アフマド元首相、ムハンマド・マンスール・アリ元首相、とアブル・ハスナット・ムハンマド・カマルザマン元内務相の4人であった。カレド・モシャラフは、カンデカル・モシュタク・アフマドの支持に回ったアワミ連盟の政治家たち、K・M・オバイドゥル・ラフマン、ヌルル・イスラム・マンズル、シャー・モアザム・ホサイン、タヘルディン・タクルの逮捕を指示した。1975年11月4日、カレドは少将に昇進し、陸軍幕僚総長となった。ジアウル・ラフマンは退役し、ダッカ・カントンメントで自宅軟禁状態に置かれた。バングラデシュ最高裁判所長官のアブ・サダト・ムハマド・サエム判事が、カンデカル・モシュタク・アフマドに代わって大統領とされた。
カレド・モシャラフ少将は、ジャティヤ・サマジタントリク・ダルの支持を得たアブ・タヘル大佐が主導した1975年11月7日バングラデシュ・クーデターにおいて、殺害された。ナジムル・フダ (Najmul Huda) 大佐とアブ・タヘル・モハマド・ハイデル中佐も、クーデターの際に殺された。彼らは、第10東ベンガル連隊 (the 10th East Bengal Regiment) を訪問中に、連隊の兵士たちによって殺された。クーデターは、軟禁状態だったジアウル・ラフマン将軍を解放し、現役復帰させた。

## 遺されたもの
バングラデシュでは、11月3日を「Jail Killing day（獄中殺害の日）」とし、ダッカ中央刑務所における4人の指導者たちの殺害を記念している。